# Canis lupus occidentalis
Canis lupus occidentalis és una subespècie del llop (Canis lupus), el qual fou classificat com a tal el 1829 per John Richardson.

## Descripció
És una de les subespècies més grosses de llop de Nord-amèrica: de mitjana, els mascles pesen 45–65 kg i les femelles un 10–20% menys (l'espècimen més pesant fou capturat a Alaska el 1939 i pesava 79 kg). Tenen una alçària de 32–36 polzades fins a l'espatlla. Les seves potes són llargues i poderoses, ja que són avesats a viatjar per terrenys difícils nevats i grans distàncies (fins a 70 milles diàries en alguns casos). Pot arribar a velocitats de fins a 40 km per hora durant períodes curts de temps. El crani fa 12 cm de llarg. Les seves potents mandíbules i els músculs del coll li permet trencar ossos i abatre preses grosses.

## Alimentació
Menja bisons, ants, caribús, bous mesquers, cèrvids, muflons de Dall, cabres salvatges, castors, esquirols, ratolins, llebres, conills, lèmmings i salmons.

## Reproducció
Té lloc al febrer quan la parella alfa de la llopada s'aparella. Al cap de 63 dies de gestació, la femella pareix una ventrada de 4–6 cadells, els quals deixaran el cau al voltant de 4–6 setmanes, i, cap a la tardor, seran prou grans per a viatjar i unir-se a la llopada en les seves caceres. Esdevenen adults al cap de 6–8 mesos i la maduresa sexual els arriba als 22 mesos d'edat.

## Distribució geogràfica
Es troba a l'oest del Canadà i Alaska (incloent-hi l'illa Unimak). Durant els anys 1995-1996, exemplars canadencs foren introduïts al Parc Nacional de Yellowstone i al centre d'Idaho.